# Asplenium gastoni-gautieri
Asplenium gastoni-gautieri är en svartbräkenväxtart som beskrevs av René Verriet de Litardière. Asplenium gastoni-gautieri ingår i släktet Asplenium och familjen Aspleniaceae. Inga underarter finns listade.